# Fußball Club Nöttingen 1957 e. V.
Fußball Club Nöttingen 1957 e. V. é uma agremiação alemã, fundada a 2 de julho de 1957, sediada em Remchingen, no estado de Baden-Württemberg.
O departamento de futebol faz parte de um clube desportivo de mais de 500 membros que também contem seções de tênis de mesa e um esporte incomum, mas popular e localmente conhecido como Schnürles ou futebol-tênis, jogado com uma bola de futebol em uma quadra de tênis. O jogo foi introduzido na Tchecoslováquia, em 1920, por Fritz Schnürle.

## História

FC Nottingen

Fundado na década de 1950, o FC tem como predecessor o TSV Germania Nöttingen, estabelecido antes da Primeira Guerra Mundial. Houve a fusão em 1927. O atual clube subiu lenta e progressivamente da B-Class à A-Class, em 1969, Bezirksliga, em 1972, Landesliga Mittelbaden, em 1996, Verbandsliga Nordbaden (V), em 1997, e Oberliga Baden-Württemberg (IV), em 2002.
Ao chegar à Regionalliga Süd (III), em 2004, o FC tropeçou e acabou rebaixado após terminar em último lugar. O clube atualmente joga no quinto módulo, a Oberliga Baden-Württemberg. Na temporada 2010-2011, o time esteve na liderança na maior parte da temporada, mas eventualmente perdeu o título e a promoção para o SV Waldhof Mannheim, ao ser derrotado nos dois últimos jogos da temporada.

## Elenco atual
Atualizado em 11 de agosto de 2015.
Legenda
- : Capitão
- : Jogador suspenso
- : Jogador lesionado

## Títulos
- Oberliga Baden-Württemberg Campeão: 2004;
- Vice-campeão: 2011;
- Verbandsliga Nordbaden (V) Campeão: 2002;
- Landesliga Mittelbaden (VI) Campeão: 1997;
- Bezirksliga Pforzheim Campeão: 1979, 1982, 1986, 1996;
- A-Klass Süd Campeão: 1972;
- B-Klass Nord Campeão: 1969;
- North Baden Cup: Vice-campeão: 2010, 2011;

## Cronologia recente
A recente performance do clube:
| Temporada | Divisão                    | Módulo | Posição |
| 1999–2000 | Verbandsliga Nordbaden     | V      | 12°     |
| 2000–01   | Verbandsliga Nordbaden     | V      | 6°      |
| 2001–02   | Verbandsliga Nordbaden     | V      | 1° ↑    |
| 2002–03   | Oberliga Baden-Württemberg | IV     | 8°      |
| 2003–04   | Oberliga Baden-Württemberg | IV     | 1° ↑    |
| 2004–05   | Regionalliga Süd           | III    | 18° ↓   |
| 2005–06   | Oberliga Baden-Württemberg | IV     | 9°      |
| 2006–07   | Oberliga Baden-Württemberg | IV     | 14°     |
| 2007–08   | Oberliga Baden-Württemberg | IV     | 11°     |
| 2008–09   | Oberliga Baden-Württemberg | V      | 5°      |
| 2009–10   | Oberliga Baden-Württemberg | V      | 9°      |
| 2010–11   | Oberliga Baden-Württemberg | V      | 2°      |
| 2011–12   | Oberliga Baden-Württemberg | V      | 6°      |